# Pejzaż bez Ciebie – Festiwal Twórczości Niezapomnianych Artystów Polskich
Pejzaż bez Ciebie – Festiwal Twórczości Niezapomnianych Artystów Polskich – cykliczny festiwal muzyczny odbywający się w latach 2005–2012 w Bydgoszczy, a od roku 2013 w Toruniu, którego ideą jest prezentowanie i przypominanie twórczości nieżyjących, najwybitniejszych polskich artystów.

## Charakterystyka
Festiwal służy przypominaniu twórczości nieżyjących, popularnych artystów muzycznych scen polskich. Impreza składa się z dwóch elementów:
- konkursu (na interpretację piosenek artysty), który składa się z preeliminacji, eliminacji oraz finału. Zwycięzca otrzymuje nagrodę pieniężną oraz zaproszenie do udziału w koncercie galowym, który w dniu 1 lub 2 listopada ma premierę w TVP2/TVP1. Laureatem konkursu na interpretację piosenki Czesława Niemena z 2009 roku był Michał Kaczmarek z Ostrowa Wielkopolskiego. W koncercie galowym wykonał utwór Obok nas,
- koncertu galowego w sali koncertowej Opery Nova w Bydgoszczy, w którym występują znani polscy artyści; charakteryzuje się on dbałością o wysoki poziom artystyczny i jest transmitowany w TVP2.

## Historia
Festiwal po raz pierwszy odbył się w 2005 roku i był poświęcony twórczości Krzysztofa Klenczona. Jego piosenki wykonali w nowych aranżacjach wybitni polscy artyści. W 2006 roku przypominano szlagiery Mieczysława Fogga, w 2007 twórczość Anny Jantar, a w 2008 piosenki Grzegorza Ciechowskiego. Piąta edycja festiwalu była poświęcona twórczości Czesława Niemena, a szósta – Jonasza Kofty. W 2011 roku wspominano twórców grupy Breakout, a w 2012 zmarłą w styczniu tego roku Irenę Jarocką. Edycja dziewiąta, w 2013 roku poświęcona została zespołowi 2 plus 1 i Januszowi Krukowi, w 2014 jubileuszowa, dziesiąta edycja, była hołdem dla Marka Jackowskiego, jedenasta edycja festiwalu w 2015 poświęcona była postaci Marka Grechuty, a dwunasta w 2016 – Agnieszki Osieckiej. W 2017 roku przypominano utwory Kaliny Jędrusik-Dygat, w 2018 Zbigniewa Wodeckiego. Piętnasta edycja festiwalu w 2019 poświęcona była Edwardzie Stachurze, a szesnasta w 2020 Wojciechowi Młynarskiemu. W 2021 przypomniano utwory Ewy Demarczyk, a w 2022 Bogusława Meca. W 2023 dziewiętnasta edycja poświęcona będzie Ryszardowi Riedlowi.